# Ciénaga del Coro
Ciénaga del Coro es una localidad situada en el departamento Minas, provincia de Córdoba, Argentina.
Se encuentra situada en el cordón occidental de las sierras de Guasapampa, a 220 km de la Ciudad de Córdoba, a 1012 metros de altitud sobre el nivel del mar.
Es un importante núcleo de comercio y servicios para las comunas adyacentes ya que cuenta con hospital, subcomisaría de policía, institutos de educación primaria y secundaria, con especialidad minera, etc.
Su principal actividad económica es el turismo  a pequeña escala y de fin de semana, realizándose actividades como la equitación, el ciclismo, senderismo, etc. Cómo todos los poblados del departamento Minas, la afluencia de turistas marca un ingreso de recursos que el municipio acepta con gusto.
Desde Córdoba se puede llegar tomando la RN 38 hasta Villa de Soto y después la ruta provincial 15.

## Historia
Fue fundada el 7 de agosto de 1651, por Don Gregorio Bazán de Pedraza, se llamó Ciénaga  debido a los pantanos del lugar. Toma el nombre del Coro en homenaje a la imagen del Cristo del Coro.                                  El Cristo del Coro es un Cristo tallado en madera traído por una expedición desde el Alto Perú. Los expedicionarios que portaban la cruz del Cristo desde Perú hacia Córdoba fueron atacados y muertos por indios y el Cristo abandonado en el campo de batalla. Enterados de lo sucedido se forma una expedición desde Santiago del Estero. El Cristo es traído por la expedición a una iglesia de Santiago del Estero  que ya contaba con un santo patrono razón por la cual la imagen de Cristo es puesta en el coro de la capilla y ahí es donde toma el nombre de CRISTO DEL CORO.
Posee una iglesia de 1767 construida sobre la base de otra anterior de 1690, de carácter familiar y denominada Nuestra Señora de la Candelaria. Es considerada la más antigua del departamento y está formada por muros de piedra de casi un metro de espesor, construida por indígenas y negros dirigidos por los jesuitas. La cubierta era de tipo zarcillo  con tirantillos de algarrobo criollo  y sobre éstos caña, barro y paja. Su estado de conservación no es óptimo por lo que se ha incluido en un proyecto de ley que trata de preservarla, declarándola Monumento Histórico Nacional. 
Su fiesta patronal se celebra el día 2 de febrero.

## Geografía

### Población
Cuenta con 548 habitantes (Indec, 2022), lo que representa un incremento del 43,5% frente a los 303 habitantes (Indec, 2010) del censo anterior.
| Gráfica de evolución demográfica de Ciénaga del Coro entre 1991 y 2022 |
|                                                                        |
| Fuente: Censos nacionales del INDEC                                    |

Este poblado representa el 10 % de la población del departamento Minas.

### Sismicidad
La región posee sismicidad media; y sus últimas expresiones se produjeron:
- 22 de septiembre de 1908 (116 años), a las 17.00 UTC-3, con 6,5 Richter, escala de Mercalli VII; ubicación 30°30′0″S 64°30′0″O / -30.50000, -64.50000; profundidad: 100 km ; produjo daños en Deán Funes, Cruz del Eje y Soto, provincia de Córdoba, y en el sur de las provincias de Santiago del Estero, La Rioja y Catamarca.

- 16 de enero de 1947 (78 años), a las 2.37 UTC-3, con una magnitud aproximadamente de 5,5 en la escala de Richter (terremoto de Córdoba de 1947)[1]

- 28 de marzo de 1955 (70 años), a las 6.20 UTC-3 con 6,9 Richter: además de la gravedad física del fenómeno se unió el desconocimiento absoluto de la población a estos eventos recurrentes (terremoto de Villa Giardino de 1955)

- 7 de septiembre de 2004 (20 años), a las 8.53 UTC-3 con 4,1 Richter

- 25 de diciembre de 2009 (15 años), a las 21.42 UTC-3 con 4,0 Richter

La Defensa Civil municipal debe realizar anualmente simulacro de sismo; y advertir con abundante señalética sobre escuchar - obedecer